# Castello di Godego
Castello di Godego é uma comuna italiana da região do Vêneto, província de Treviso, com cerca de 7.177 habitantes. Estende-se por uma área de 17 km², tendo uma densidade populacional de 372 hab/km². Faz fronteira com Castelfranco Veneto, Loria, Riese Pio X, San Martino di Lupari (PD).

## Demografia
| Variação demográfica do município entre 1861 e 2011                               |
|                                                                                   |
| Fonte: Istituto Nazionale di Statistica (ISTAT) - Elaboração gráfica da Wikipedia |